# Pluimveerwier
Pluimveerwier (Pterothamnion plumula, synoniemen: Antithamnium plumula, Antithamnion plumula) is een roodwier uit de klasse Florideophyceae. De wetenschappelijke naam van de soort werd in 1768 voor het eerst geldig gepubliceerd door J. Ellis.

## Kenmerken
Pluimveerwier wordt tot 3 tot 15 centimeter hoog en is helderrood van kleur. De thallus (plantvorm) bestaat uit vertakte filamenten die voor het grootste gedeelte in één vlak liggen.
De enkele gepaarde vertakte thallus is bedekt met gevorkte takken die als een kam zijn gerangschikt. Deze kamtakken dragen nog meer vertakkingen, waardoor deze plant het uiterlijk krijgt van plukjes fijne, afgeplatte veren.

## Verspreiding en leefgebied
Pluimveerwier is algemeen verspreid over de Britse Eilanden, inclusief de Shetlands. In Europa komt deze soort voor langs de kusten van Portugal, Frankrijk, Nederland en de Baltische staten, als ook op de Canarische Eilanden. Het groeit op een grote verscheidenheid aan substraten, waaronder rotsen, kiezelstenen, kunstmatige materialen, zeewier en ongewervelde dieren. Het komt het meest voor in zandige of zilte leefgebieden. Het wordt aangetroffen in poelen aan de lage kust en van extreem laag water tot een diepte van 20 meter op plaatsen die zijn blootgesteld aan een verscheidenheid aan getijdenstromingen en golfwerking.